# Tinderella maondica
Tinderella maondica är en insektsart som beskrevs av Webb 1983. Tinderella maondica ingår i släktet Tinderella och familjen dvärgstritar. Inga underarter finns listade i Catalogue of Life.